# فرانکو فرانسی
فرانکو فرانسی (انگلیسی: Franco Frasi; ۱۱ ژانویهٔ ۱۹۲۸ – ۹ آوریل ۲۰۰۹) بازیکن فوتبال اهل ایتالیا بود.
از باشگاه‌هایی که در آن بازی کرده‌است می‌توان به باشگاه فوتبال هلاس ورونا، باشگاه فوتبال آ.اس. رم، باشگاه فوتبال ونتزیا، و باشگاه فوتبال ارورا پرو پاتریا ۱۹۱۹ اشاره کرد.